# لیدیا ویلسن
لیدیا ویلسن (انگلیسی: Lydia Wilson؛ زادهٔ ۱۹۸۴ میلادی) بازیگر بریتانیایی-آمریکایی است. وی از سال ۲۰۰۹ میلادی تاکنون مشغول فعالیت بوده‌است. وی دانش‌آموختهٔ کالج کوئینز در دانشگاه کمبریج و همچنین آکادمی سلطنتی هنرهای دراماتیک است.
از فیلم‌ها یا برنامه‌های تلویزیونی که وی در آن نقش داشته است، می‌توان به درباره زمان و فراتر از پیشتازان فضا اشاره کرد.